# كاتي أودونيل بام
كاتي أودونيل بام (بالإنجليزية: Katie O'Donnell) هي لاعبة هوكي الحقل أمريكية، ولدت في 6 ديسمبر 1988 في نوريستاون ‏ في الولايات المتحدة.

## وصلات خارجية
- كاتي أودونيل بام على موقع الاتحاد الدولي للهوكي (الإنجليزية)
- كاتي أودونيل بام على موقع أوليمبيديا (الإنجليزية)